# Миссисипская армия (Юг)
Миссисипская армия (англ. Army of Mississippi) — армия в составе Армии Конфедеративных Штатов Америки во время Гражданской войны в США, получившая своё название от штата Миссисипи. Таких армий было три. Их не стоит путать с Миссисипской армией (Army of the Mississippi) в составе армии США, которая получила название от реки Миссисипи.

## Миссисипская армия (Март 1862)
Эта армия была основной армией Юга на Западном театре. Она была задействована в сражениях при Шайло и Перревилле. Иногда её называли Армией Запада, а в дни сражения при Шайло она иногда упоминалась как «Army of the Mississippi». Армия была сформирована 5 марта 1862 года, а 13 марта в  неё влились части Армии Пенсаколы. 29 марта её объединили с Армией Центрального Кентукки и Армией Луизианы. 20 ноября 1862 года её переименовали в «Теннессийскую армию».
В марте 1862 года Миссисипская армия насчитывала 55 000 человек и стояла около Коринфа в Миссисипи. Из этого числа было выделено 44 700 человек для атаки армии Гранта при Шайло. В сражении при Шайло она состояла из 4-х корпусов.
В октябре 1862 года она насчитывала 16 800 человек и делилась на два крыла (под командованием Леонидаса Полка и Уильяма Харди). В таком виде она участвовала в сражении при Перревилле. 20 ноября 1862 года армия формально прекратила своё существование, будучи переименована в Теннессийскую армию.

### Командиры
| Командир                        | от                                  | до               | Сражения   |
| ------------------------------- | ----------------------------------- | ---------------- | ---------- |
| Ген. Пьер Борегар               | 5 марта 1862 (принял 17 марта 1862) | 29 марта 1862    |            |
| ген. А. Джонстон                | 29 марта 1862                       | 6 апреля 1862    | Шайло      |
| ген. Пьер Борегар               | 6 апреля 1862                       | 6 мая 1862       |            |
| ген. Брэкстон Брэгг             | 6 мая 1862 (принял 7 мая 1862)      | 5 июля 1862      |            |
| ген-май. Уильям Харди (врем.)   | 5 июля 1862                         | 15 августа 1862  |            |
| ген. Брэкстон Брэгг             | 15 августа 1862                     | 28 сентября 1862 |            |
| ген-лейт. Леонидас Полк (врем.) | 28 сентября 1862                    | 7 ноября 1862    | Перревилль |
| ген. Брэкстон Брэгг             | 7 ноября 1862                       | 20 ноября, 1862  |            |

## Миссисипская армия (декабрь 1862)
Вторая армия иногда еще упоминается как «Армия Виксберга». Она была сформирована 7 декабря 1862 года из частей департамента Миссисипи и Восточной Луизианы и в неё была включена недолго просуществовавшая Западнотеннессийская армия. Обязанностью этой армии была оборона Виксберга. К началу Виксбергской кампании армия насчитывала примерно 36 000 человек. К концу кампании она состояла из четырех дивизий:Картера Стивенсона, Джона Форней, Мартина Смита и Джона Боуэна (13 бригад).
Когда Виксберг был захвачен федеральной армией, Миссисипская армия сдалась генералу Гранту 4 июля 1863 года.

### Командиры
| Командир                      | от              | до              | Кампании              |
| ----------------------------- | --------------- | --------------- | --------------------- |
| ген-лейт. Джон Пембертон      | 7 декабря 1862  | 9 декабря 1862  |                       |
| ген-май. Эрл Ван Дорн (врем.) | 9 декабря 1862  | 17 декабря 1862 |                       |
| ген-лейт. Джон Пембертон      | 17 декабря 1862 | 4 июля 1863     | Виксбергская кампания |

## Миссисипская армия (1863—1864)
4 мая 1864 эта армия была переименована в "Третий Корпус Теннесийской армии", но прежнее название осталось в употреблении. 

### Командиры
| Командир                | от              | до              | сражения         |
| ----------------------- | --------------- | --------------- | ---------------- |
| ген-лейт. Уильям Харди  | 30 июля 1863    | 23 октября 1863 |                  |
| ген-лейт. Леонидас Полк | 23 октября 1863 | 14 июня 1864    | Битва за Атланту |
| ген-май. Уильям Лоринг  | 14 июня 1864    | 23 июня 1864    |                  |